# Липовая улица (Зеленогорск)
Ли́повая у́лица — улица в городе Зеленогорске Курортного района Санкт-Петербурга. Проходит от Приморского шоссе до Калиновой улицы.
Первоначальное название — Гинцелевская улица. Оно появилось в 1900-х годах и связано с фамилией домовладельца Гинцеля. Первоначально улица шла от Приморского шоссе до Среднего проспекта.
В 1920-х годах улицу переименовали в Hulinkatu. Происхождение этого финского геонима не установлено.
Липовой улица стала 5 июня 1940 года по местному признаку, финны до 1944 года использовали предыдущее название.
31 декабря 2008 года Липовая улица была продлена от Среднего проспекта до Калиновой улицы в связи с застройкой территории.